# Nancy Rothwell

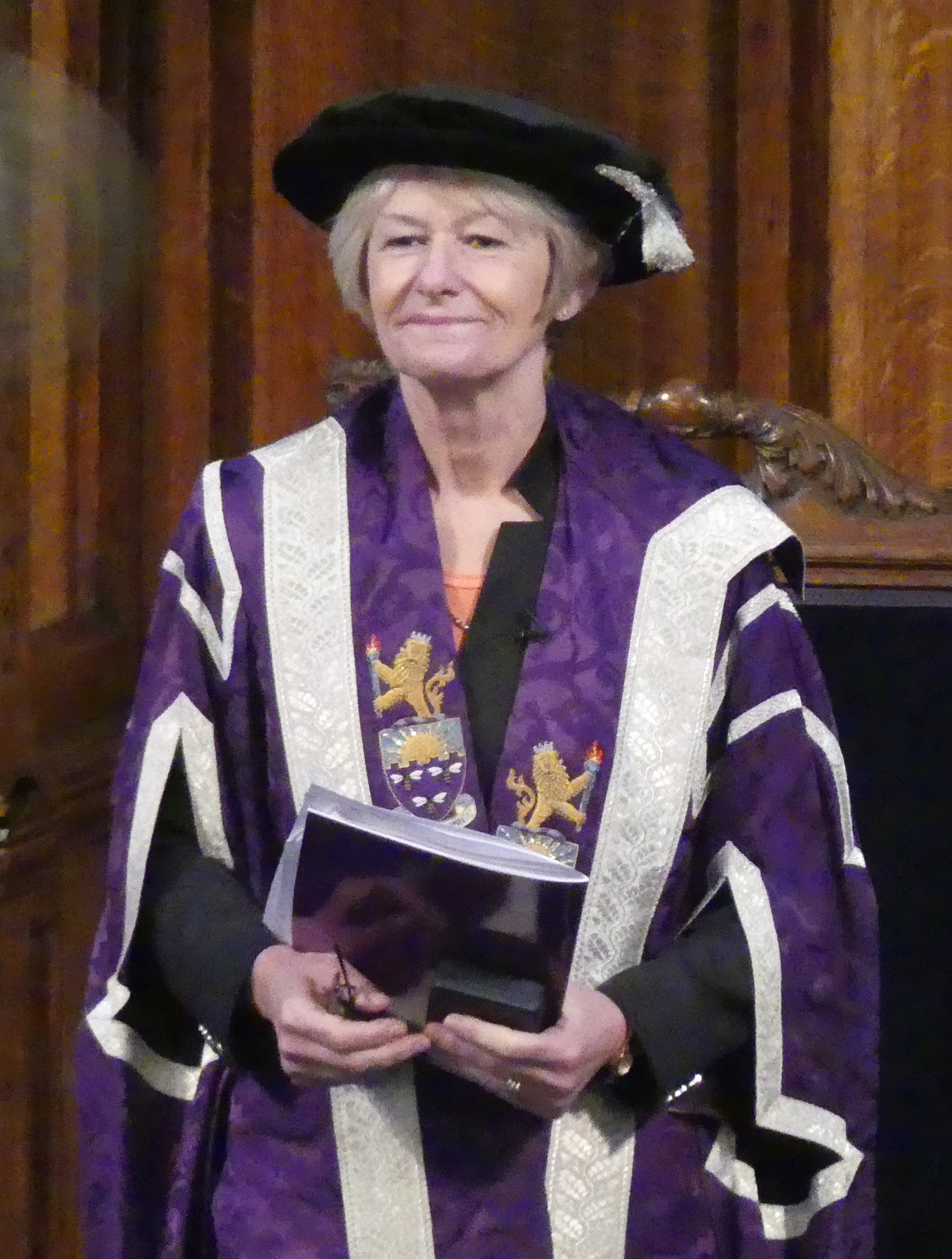
Dame Nancy Rothwell, 2015

Dame Nancy Jane Rothwell (* 2. Oktober 1955 in Tarleton) ist eine britische Physiologin, Neurowissenschaftlerin und Universitätspräsidentin.

## Leben und
Nancy Rothwell studierte Physiologie an der Universität London und wurde 1979 am Queen Elizabeth College, dem jetzigen King’s College London, promoviert. Anschließend war sie bis 1982 Postdoktorandin an der  St George’s Hospital Medical School. Von 1982 bis 1991 war sie Research Fellow der Royal Society an verschiedenen Einrichtungen, zuletzt am Department of Physiological Sciences der University of Manchester, wo sie 1991 Dozentin und 1994 Professorin wurde.
Rothwell forscht auf dem Gebiet der Zytokine und hier speziell zu Interleukinen der Interleukin-1 Familie (Interleukin-1β) und deren Bedeutung in der Hirnforschung. Ihre Arbeiten auf dem Gebiet der Neurowissenschaften haben zu bedeutenden Fortschritten beim Verständnis und der Behandlung von Hirnschäden, bei Schlaganfall und Kopfverletzungen geführt. 
Im Juli 2010 wurde sie zur Präsidentin und Vizekanzlerin der University of Manchester gewählt. Darüber hinaus hatte sie zahlreiche forschungspolitische Funktionen in britischen akademischen Gesellschaften und staatlichen Gremien sowie in Unternehmen, darunter im Pharmakonzern AstraZeneca. Von 2000 bis 2004 war sie Präsidentin der British Neuroscience Association (BNA). 2009 war sie Gründungspräsidentin der Royal Society of Biology und ist jetzt Ehrenmitglied dieser Gesellschaft.
In unterschiedlichen Medien äußert sie sich häufig zu allgemeinen Fragen der Wissenschaft sowie zur Forschungspolitik.

## Ehrungen (Auswahl)
- 1999 Fellow der Academy of Medical Sciences
- 2003 Ehrendoktor der University of Salford[2]
- 2004 Mitglied der Royal Society
- 2005 Ordentliches Mitglied der Academia Europaea[3]
- 2005 Adelung als Dame Commander des Order of the British Empire

## Schriften (Auswahl)
- N. J. Rothwell: Metabolic Responses to Interleukin-1. In: Nancy Rothwell, Robert Dantzer (Hrsg.): Interleukin-1 in the Brain (= Pergamon Studies in Neuroscience). Pergamon Press, Oxford, New York, Seoul, Tokyo 1992, ISBN 0-08-041996-8, S. 115–134.
- Nancy J. Rothwell, Frank Berkenbosch (Hrsg.): Brain control of responses to trauma. Cambridge University Press, Cambridge 1994, ISBN 0-521-41939-5.
- Nancy J. Rothwell (Hrsg.): Cytokines in the Nervous System. Springer, R. G. Landes Co., Heidelberg 1996, ISBN 978-1-4615-9697-4, doi:10.1007/978-1-4615-9695-0.
- Nancy Rothwell: Who Wants to be a Scientist? Choosing Science as a Career. Cambridge University Press, Cambridge 2002, ISBN 0-521-81773-0.